# Santa Maria Capua Vetere
Santa Maria Capua Vetere (Santa Maria Capua Vetere in dialetto locale, Santa Maria Maggiore fino al 1862) è un comune italiano di 32 011 abitanti, della provincia di Caserta in Campania.
Sorge esattamente sulle rovine dell'antica Capua, come attestato dai numerosi monumenti dell'epoca romana; su tutti, l'Anfiteatro campano, secondo per grandezza soltanto al Colosseo, nonché dall'etimologia dell'odierno toponimo.
Dopo gli antichi fasti, la città mutò in un borgo contadino con il nome di Villa Santa Maria Maggiore (Villa Sanctae Mariae Maioris) ed entrò a far parte della universitas capuana. Con la creazione dei comuni sotto Gioacchino Murat, i casali di Santa Maria Maggiore - nota come Santa Maria di Capua - e Sant'Angelo in Formis confluirono nel comune di Capua.
Nel 1806 la frazione fu eretta a comune a sé stante e denominata Santa Maria Maggiore; fu solo dopo l'unità d'Italia, nel 1862, che la città assunse il nome attuale, per evitare equivoci con il comune omonimo del Piemonte.
La città è riparata dal monte Tifata e si trova a poca distanza da una grande ansa del fiume Volturno. Il territorio è particolarmente fertile tanto che i Romani lo consideravano felix. Nel tempo alle attività agricole si sono affiancate molte industrie (ora in gran parte dismesse). Oltre al tribunale e ad altre istituzioni territoriali, vi sono presenti i dipartimenti di giurisprudenza e lettere e beni culturali dell'Università degli Studi della Campania Luigi Vanvitelli e attività commerciali.

## Origini del nome
Il toponimo di Santa Maria Capua Vetere è stato stabilito nel 1862 dal R.D. 24 agosto 1862, n. 802. Esso è composto di due parti.
La prima parte (Santa Maria) si riferisce alla denominazione che il centro abitato ebbe dal 1315 di Villa Santa Maria Maggiore (Villa Sanctae Mariae Maioris in latino). Esso derivava a sua volta dal nome dell'omonima chiesa di Santa Maria Maggiore che, a seguito delle invasioni barbariche che distrussero l'antica Capua, rappresentò il fulcro da cui partì la ricostruzione del nuovo centro abitato.
La seconda parte (Capua Vetere) fa invece riferimento alla antica città di Capua che insisteva territorialmente proprio dove nel ventunesimo secolo sorge Santa Maria Capua Vetere. L'aggettivo "Vetere" deriva da "Vetus, veteris", aggettivo latino della seconda classe ad una uscita che significa "antico", dunque "Capua Antica". Si usò il suddetto aggettivo anche per diversificare la città dalla nuova Capua.

## Storia

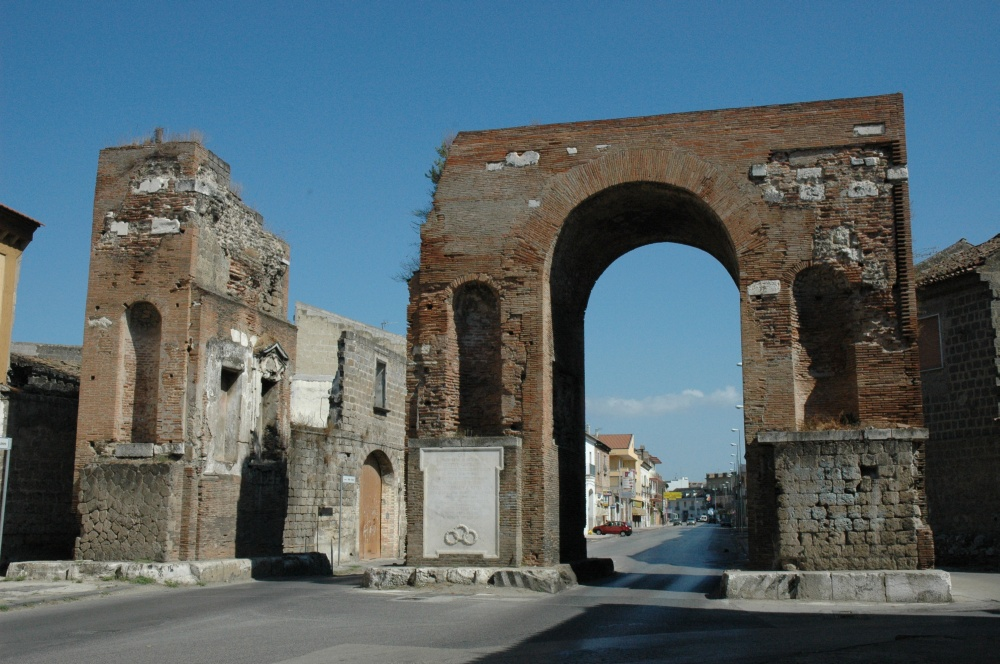
L'arco di Adriano

Sul territorio cittadino sorgeva la antica Capua, chiamata altera Roma (l'altra Roma) da Cicerone nel I secolo a.C. Le sue origini si devono probabilmente alla fusione di precedenti villaggi della cultura villanoviana. Fu in seguito città osca ed etrusca. Colpita dalle incursioni dei Vandali, venne saccheggiata nell'841 dai Saraceni. Gli abitanti superstiti che non fuggirono nella Capua odierna usarono l'Anfiteatro campano come rifugio durante il Medioevo e l'abitato moderno rinacque dal XII secolo a partire da tre casali sorti nei pressi delle basiliche cristiane di Santa Maria Maggiore o dei Surechi, di San Pietro in Corpo e di Sant'Erasmo in Capitolio.

### La "Capua" antica
L'estensione della città antica era stata fissata al perimetro delle mura ricostruito nel XX secolo dagli archeologi Heurgon e Beloch, mentre il ritrovamento di un complesso edilizio nell'ottobre del 2004 presso il macello comunale (antica masseria dei Vetta) ha rimesso in discussione il tracciato delle mura nel vecchio "fondo Tirone", confermando invece la descrizione fatta da Giacomo Rucca alla fine dell'Ottocento.
La Capua antica fu anche il luogo in cui ebbe origine la rivolta dei gladiatori capeggiati da Spartaco: vi esisteva infatti un'importante scuola dei gladiatori legata all'Anfiteatro campano.

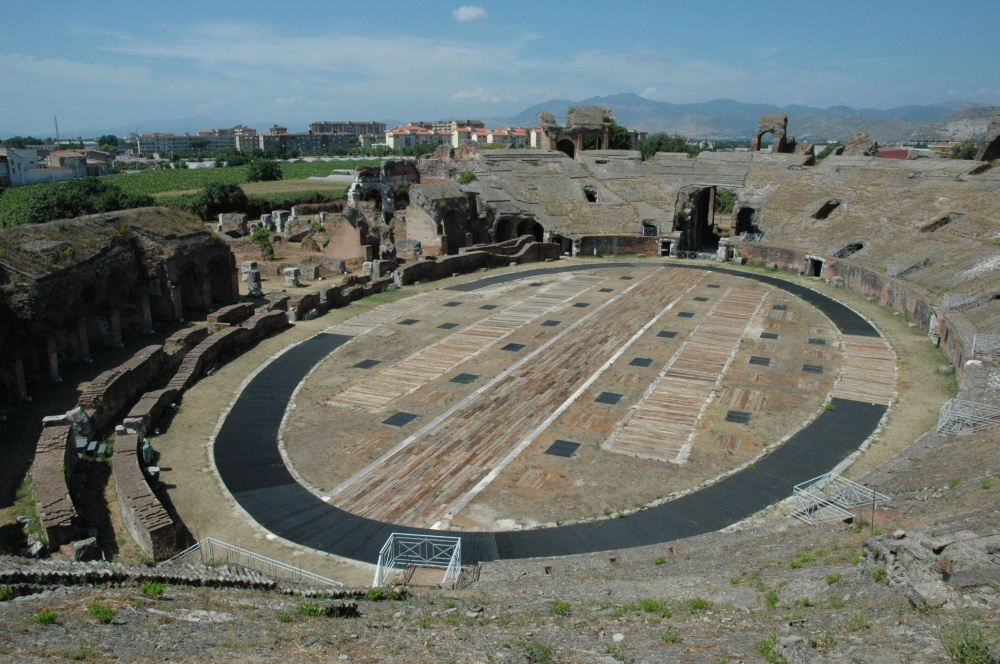
L'anfiteatro di Santa Maria Capua Vetere

La tradizione racconta che san Pietro, diretto a Roma e proveniente da Antiochia, dopo una sosta a Napoli sarebbe arrivato a Capua dove avrebbe consacrato come vescovo Prisco (identificato dalla tradizione agiografica come uno dei 72 discepoli di Cristo e, forse, padrone del cenacolo di Gerusalemme). San Prisco sarebbe poi stato martirizzato nel 64 d.C.
A Capua si svolse il concilio mariano del 392. Sant'Ambrogio definì la città portum tranqullitatis ("porto di tranquillità").
In una notte dell'anno 787 Carlo Magno sarebbe rimasto nella chiesa di Santa Maria Maggiore, poiché aveva deciso di punire Arechi II principe di Benevento, colpevole di ribellione, il quale sarebbe stato salvato per intercessione del vescovo di Capua e dei vescovi delle vicine diocesi.
Nell'841, in seguito alla quasi totale distruzione della città da parte dei mercenari saraceni assoldati dal principe di Benevento Radelchi, la popolazione superstite si raccolse intorno alla chiesa di Santa Maria Maggiore ed all'Anfiteatro campano, riutilizzato come fortezza e chiamato Berelais. La città di Capua venne invece rifondata sul sito dell'antica Casilinum dai locali signori longobardi nell'856.

### Dal Medioevo all'unità d'Italia
Fino al 1806, quando fu eretta in comune autonomo con il nome di Villa Santa Maria Maggiore, fu una frazione di Capua.
L'abitato era costituito da un borgo contadino sviluppatosi nei pressi della chiesa di Santa Maria Maggiore, da qui la denominazione "Santa Maria Maggiore".
Con il periodo angioino il casale di Santa Maria Maggiore cominciò ad acquistare una certa preminenza rispetto ad altri casali di Capua: vi nacque nel 1277 il re di Napoli Roberto d'Angiò, detto il Saggio e fu battezzato l'anno dopo nella chiesa di Santa Maria Maggiore.
Nel Settecento la città antica fu meta di viaggiatori e per la costruzione della vicina reggia di Caserta vi si stabilirono diverse famiglie nobili, dando luogo ad uno sviluppo economico e sociale.
Nell'Ottocento la città vide una importante opera di ampliamento e di trasformazione. Il vecchio assetto urbanistico del centro fu trasformato dall'ampliamento di strade e dalla realizzazione di importanti edifici pubblici. Nel 1810 fu realizzato il tribunale criminale. Nel corso del secolo furono realizzati la Chiesa degli Angeli Custodi, il palazzo della Pretura e delle Poste, la Villa Comunale (1905), le piazze, il liceo classico Cneo Nevio nel 1865 e la scuola "Principe di Piemonte" nel 1878. Tutte strutture realizzate in stile Liberty. L'opera di trasformazione della centro città si concluse a fine ottocento con l'ampliamento del Corso Garibaldi grazie al nuovo tratto del Corso Ugo de Carolis e poi la realizzazione del Teatro Garibaldi nel 1896.
Il 1º ottobre del 1860 si svolse alla porte della città la battaglia del Volturno tra borbonici e garibaldini.
Il rivoluzionario Errico Malatesta, teorico del movimento anarchico, era originario di S.M. Capua Vetere, da dove organizzò la Banda del Matese che fu protagonista dei Moti del Matese, una delle prime esperienze di rivoluzione sociale in Italia.
Il 30 settembre 1862 la città assunse il nome di Santa Maria Capua Vetere per rimarcare il legame storico-geografico con l'antica città di Capua.

### Dal XX secolo ad oggi
Dal XX secolo in poi la cittadina è passata da un'economia agricola gestita da una borghesia agraria ad un'economia post-industriale.
Durante la seconda guerra mondiale, la città subì almeno 10 tra incursioni e bombardamenti aerei. Dopo l'armistizio dell'8 settembre, i tedeschi circondarono la caserma del X Reggimento Genio di Santa Maria Capua Vetere, ma nessuno dei militi italiani si offrì di combattere con loro e così vennero trasferiti nel campo di concentramento di Dachau. La città venne liberata dagli inglesi il 5 ottobre 1943. Tra civili uccisi dai tedeschi in fuga e vittime dei disordini di quei giorni, si contarono 17 vittime civili, tra cui Carlo Santagata. Durante il 1944, gli alleati condannarono a morte e fucilarono 11 "repubblichini" in una cava a Sant'Angelo in Formis o dietro il Cimitero di Santa Maria Capua Vetere. Il monumento in Villa Comunale riporta 119 caduti sammaritani vittime della seconda guerra mondiale.
In occasione del XVI centenario del Concilio Plenario Capuano (391-392), domenica 24 maggio 1992, papa Giovanni Paolo II ha fatto visita all'arcidiocesi di Capua, recandosi nel pomeriggio nella città sammaritana. La prima tappa del pontefice è stata presso lo stabilimento della Siemens che dava lavoro a migliaia di famiglie del posto. Successivamente ha tenuto discorsi con i giovani della comunità presso l'Anfiteatro Campano, per concludere la visita pastorale presso la Basilica di Santa Maria Maggiore, dove ha celebrato la funzione religiosa.
La cittadina si è estesa nell'arco degli anni prima verso nord (direzione Sant'Angelo in Formis) e quindi verso sud (direzione Aversa, principalmente nella zona di Sant'Andrea dei Lagni) e relativamente meno nella direzione est-ovest, contribuendo a rendere un'unica conurbazione il percorso Capua - Caserta, attraversato dall'antica via Appia (nel ventunesimo secolo strada statale 7), nonché dalla ferrovia Roma-Cassino-Napoli. Nei pressi corre l'autostrada A1 Milano-Napoli, accessibile tramite il casello di Santa Maria Capua Vetere che è direttamente collegato con la statale della Reggia.

### Simboli
Lo stemma della città è di origine molto recente ed è stato concesso con regio decreto del 24 giugno 1888. È di colore rosso, con una croce, sormontata da una corona, sotto la quale una fascia d'oro riporta le iniziali O.P.Q.C., sigla di Ordo Populus Que Campanus ("Ordine E Popolo Campano" in latino). La sigla O.P.Q.C. fu scelta dopo una annosa disputa con l'odierna città di Capua sull'utilizzo della sigla S.P.Q.C. (Senatus PopulusQue Capuarum) appartenente all'antica Capua, avendo Capua, come Roma, anche essa un Senato. Quest'ultima sigla fu assegnata alla Capua moderna pertanto Santa Maria Capua Vetere scelse l'altra sigla. La croce simboleggia, invece, il forte legame storico con il nucleo originario cittadino intorno alla chiesa di Santa Maria Maggiore, che dava anche precedentemente nome a tale paese.
Il gonfalone, come da statuto cittadino, «è un drappo di colore rosso ornato di ricami in oro e caricato dello stemma del Comune, ai cui lati sono posti un ramo di ulivo e un ramo di alloro intrecciati alla base, e reca in alto la dicitura in oro "Città di Santa Maria Capua Vetere"».

## Geografia fisica

### Territorio
Il territorio di Santa Maria Capua Vetere si colloca nella pianura campana a sud del fiume Volturno e dei Monti Tifatini e ad nord dei Regi Lagni. È situato in una posizione pianeggiante con una media di 36 m s.l.m. con picchi di 45 m s.l.m. e minimi di 14 m s.l.m..
Per quanto attiene al rischio sismico, Santa Maria Capua Vetere è posta in una zona classificata a sismicità media.

### Clima
Secondo i dati della stazione meteorologica di Caserta il clima è quello tipico dei comuni della pianura Campana: l'estate è caratterizzata da caldo afoso, mentre l'inverno è mediamente freddo con rare nevicate. Le precipitazioni oscillano dai 136 mm di novembre ai 19 mm di luglio. Il tasso di umidità è invece in media del 74% mentre il vento oscilla nei massimi tra i W 9 km/h e i W 16 km/h.
| Santa Maria Capua Vetere | Mesi | Mesi | Mesi | Mesi | Mesi | Mesi | Mesi | Mesi | Mesi | Mesi | Mesi | Mesi | Stagioni | Stagioni | Stagioni | Stagioni | Anno |
| Santa Maria Capua Vetere | Gen  | Feb  | Mar  | Apr  | Mag  | Giu  | Lug  | Ago  | Set  | Ott  | Nov  | Dic  | Inv      | Pri      | Est      | Aut      | Anno |
| ------------------------ | ---- | ---- | ---- | ---- | ---- | ---- | ---- | ---- | ---- | ---- | ---- | ---- | -------- | -------- | -------- | -------- | ---- |
| T. max. media (°C)       | 12,6 | 13,4 | 16,1 | 19,9 | 24,1 | 28,7 | 31,5 | 31,4 | 28,0 | 22,7 | 18,0 | 14,6 | 13,5     | 20,0     | 30,5     | 22,9     | 21,8 |
| T. min. media (°C)       | 6,6  | 6,9  | 9,0  | 11,5 | 14,8 | 18,9 | 21,2 | 21,2 | 18,8 | 14,9 | 11,3 | 8,5  | 7,3      | 11,8     | 20,4     | 15,0     | 13,6 |

## Monumenti e luoghi d'interesse

### Architetture religiose

#### Basilica di Santa Maria Maggiore
È il duomo della città. Fu edificata nel 432 da san Simmaco, vescovo di Capua e patrono di Santa Maria Capua Vetere. Simmaco dedicò la basilica alla Madonna dopo che il concilio di Efeso aveva proclamato Maria come Madre di Dio.

#### Altri luoghi di culto

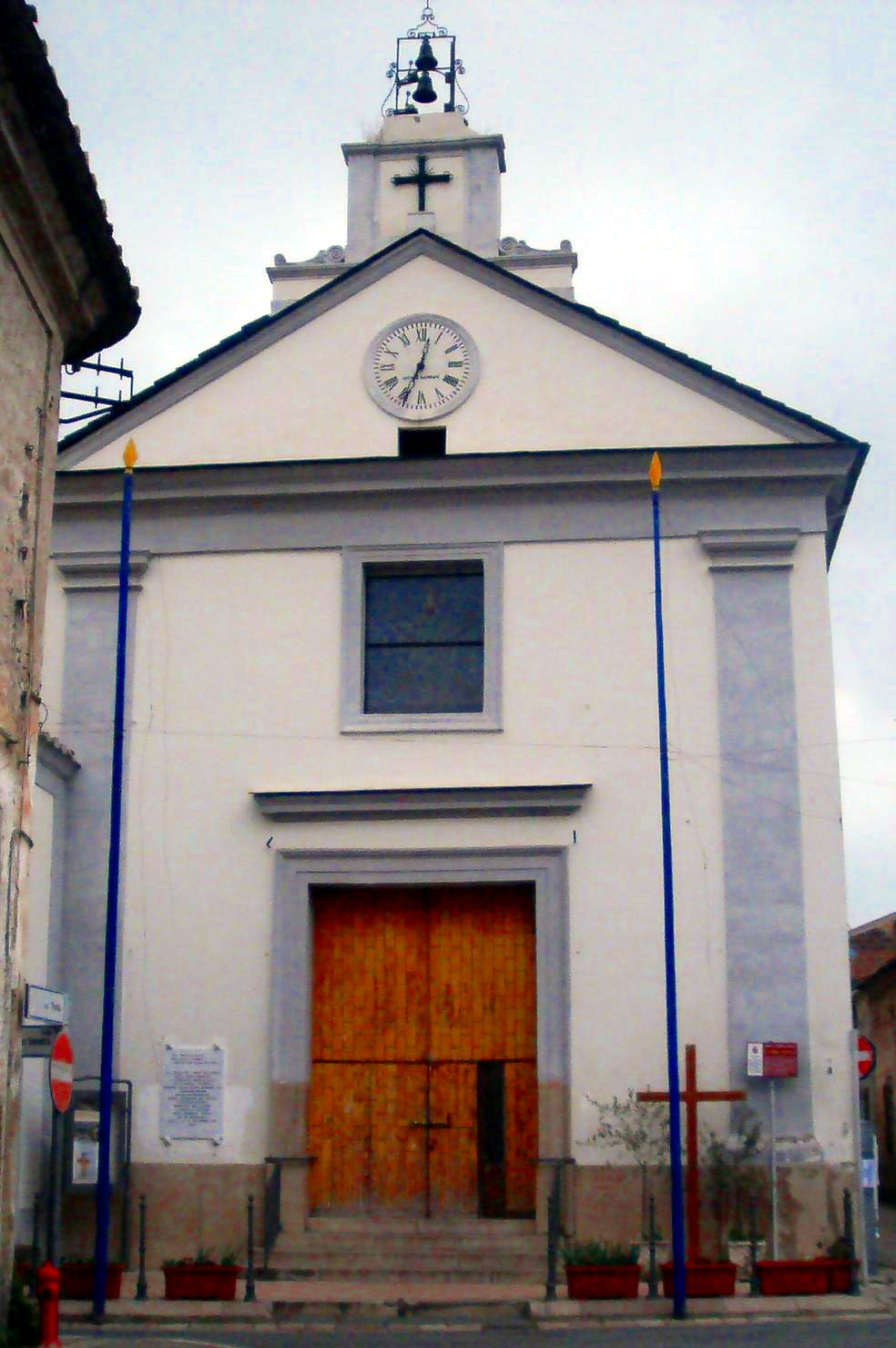
La chiesa parrocchiale di Sant'Andrea Apostolo, nella frazione di Sant'Andrea dei Lagni

- Chiesa parrocchiale di Sant'Erasmo[13]
- Chiesa parrocchiale di San Pietro Apostolo - Confraternita Santa Maria del Suffragio
- Chiesa parrocchiale di San Paolo Apostolo[14]
- Chiesa parrocchiale di San Paolino Vescovo di Capua
- Chiesa parrocchiale dell'Immacolata Concezione di Maria Vergine
- Chiesa parrocchiale di Sant'Andrea Apostolo[15]
- Chiesa parrocchiale di Santa Maria delle Grazie
- Chiesa parrocchiale di Sant'Agostino Vescovo

### Architetture civili

#### Teatri

##### Teatro Garibaldi

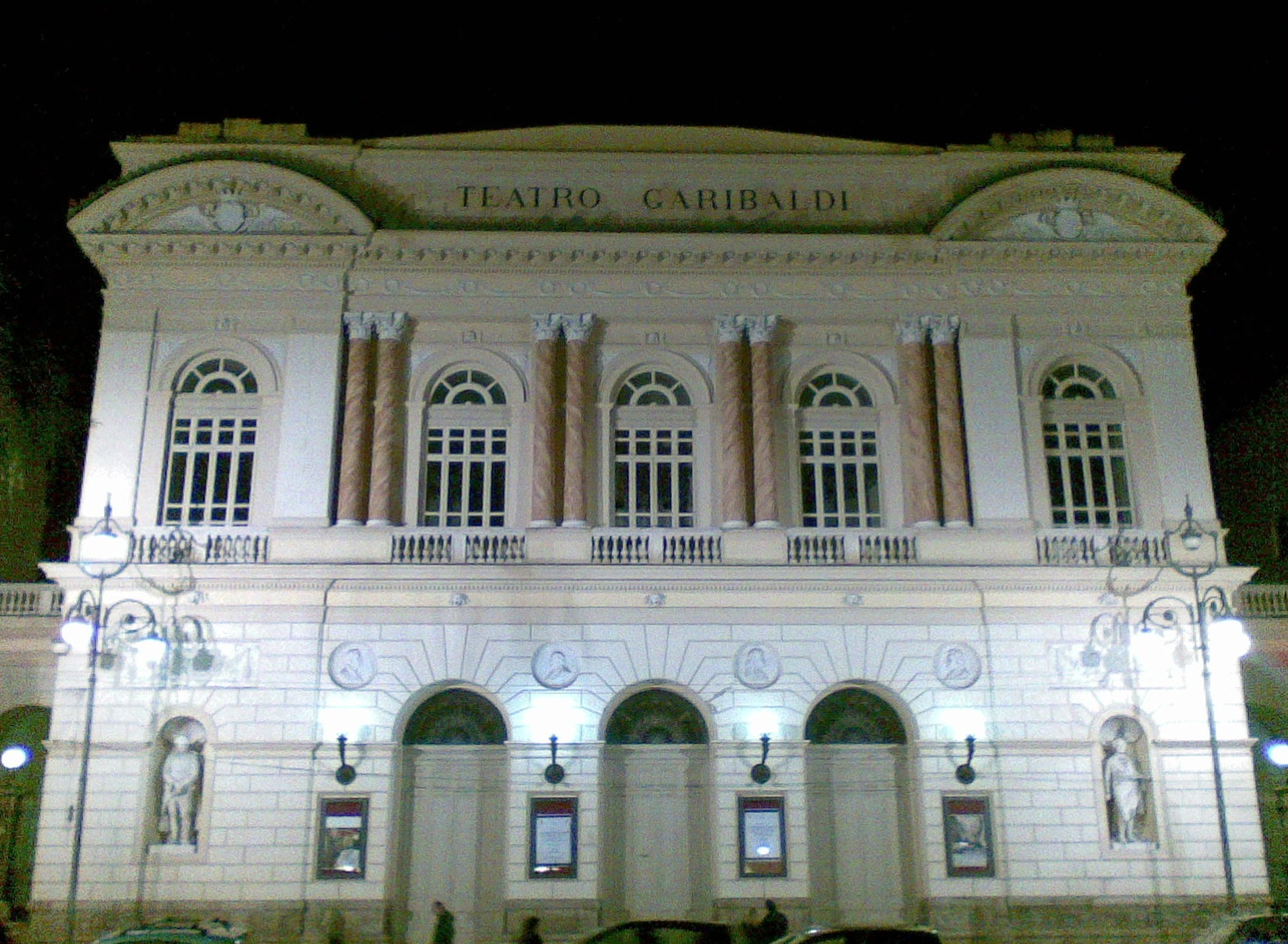
Teatro Garibaldi

Il Teatro Garibaldi, opera di Antonio Curri, sito nel centro storico cittadino, è la sede di vari eventi teatrali. Per anni ha ospitato grandi compositori e artisti tanto da finire spesso agli onori della cronaca nazionale. La facciata, chiaramente ispirata all'Opera Garnier di Parigi, presenta le statue in gesso di Goldoni (a destra) e Alfieri (a sinistra) che simboleggiano la Commedia e la Tragedia e rendono tale struttura una delle più caratteristiche della città.

##### Altri teatri
- Teatro Ettore Petrolini, sito presso l'ex Convento degli Alcantarini in via Angiulli.

#### Palazzi e torri

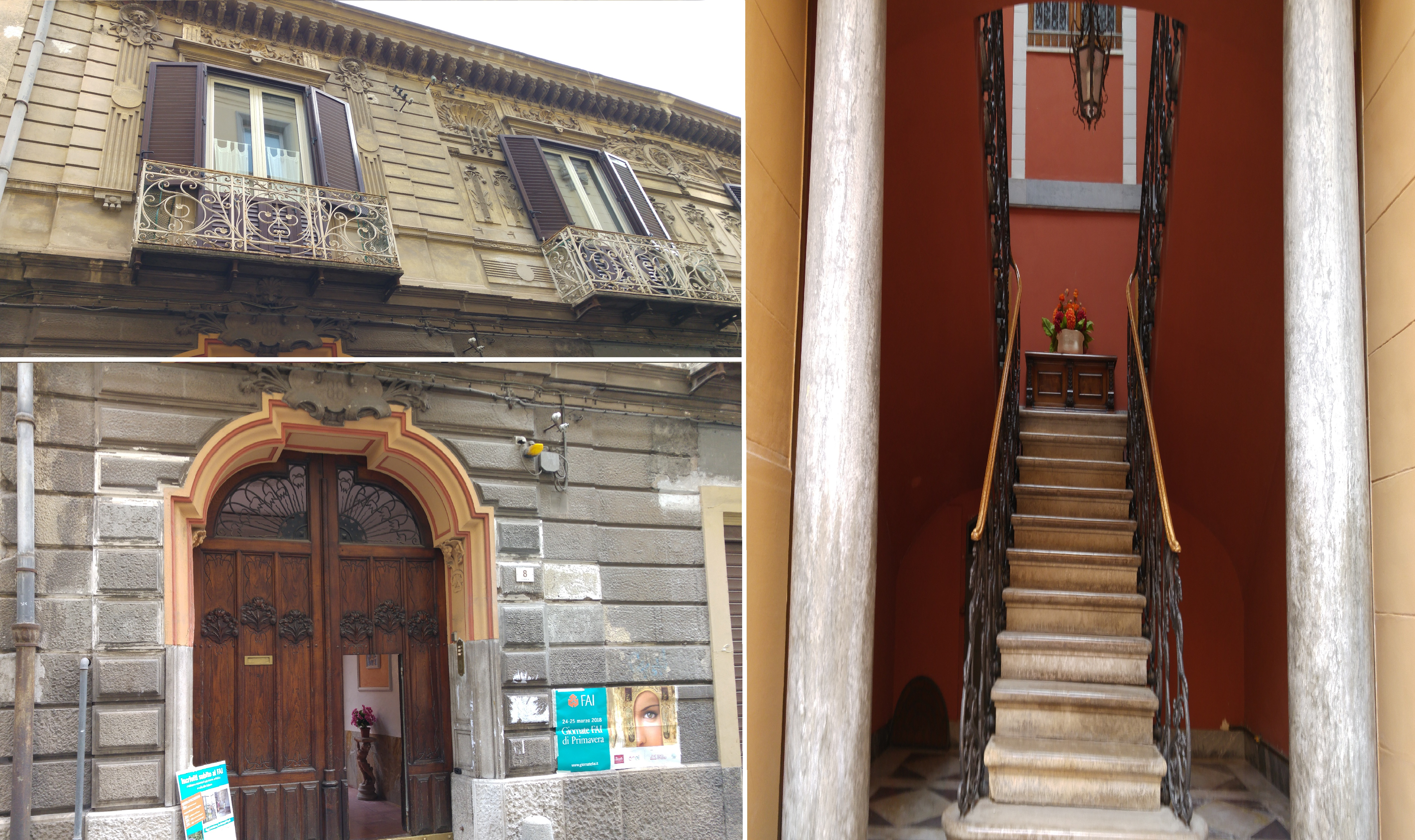
Palazzo Papa

- Ex Convento degli Alcantarini in via Angiulli
- Ex Caserma Mario Fiore
- Ex Monastero di San Francesco di Paola, occupato agli inizi del Seicento dai frati dell'ordine dei Minimi, rimase nelle loro mani fino a quando, nel 1738, vennero alloggiati i soldati del reggimento Borbonico di Rosciglione. Dopo il regio Decreto del 6 febbraio del 1807 il monastero venne destinato a carcere. In seguito, con la realizzazione della nuova struttura del carcere posta fuori città, il monastero divenne sede del dipartimento di lettere e beni culturali DiLBEC dell'università degli Studi della Campania Luigi Vanvitelli fino al 2014.
- Storico municipio (ex ospizio di San Carlo)
- Palazzo Auriemma
- Palazzo Benucci
- Palazzo Caporaso
- Palazzo Cipullo
- Palazzo Cortese
- Palazzo della Catena (ex Morelli Castiglione)
- Palazzo Della Valle
- Palazzo di Giustizia
- Palazzo Di Rienzo
- Palazzo Dinacci
- Palazzo Fossataro
- Palazzo Matarazzi
- Palazzo Mazzocchi
- Palazzo Melzi, attuale sede del dipartimento di giurisprudenza dell'università degli Studi della Campania Luigi Vanvitelli
- Palazzo Morelli
- Palazzo Paolella
- Palazzo Papa, fu costruito nel settecento ma nel 1903 ebbe una corposa ristrutturazione ad opera dell'ingegnere Nicola Parisi, su commissione della famiglia Papa che tuttora è proprietaria dello stabile, che modificò in stile Liberty le decorazioni esterne della facciata, interne della corte, del vano scale e degli appartamenti. La facciata principale, su via Tari, ha quattro balconi e il portale decentrato sormontato dallo scudo con il vecchio numero civico 88. Le decorazioni presentano motivi lineari floreali e classici. Dalla corte interna si accede al vano scale costituito da una rampa centrale e dal pianerottolo intermedio due rampe che portano al piano superiore. Anche il vano scale è decorato con fregi, triglifi e volti femminili e le ringhiere in ferro battuto con figure zoomorfe tutte richiamanti lo stile Liberty.
- Palazzo Ricciardi
- Palazzo Tagliacozzi
- Palazzo Teti - Maffuccini, fu costruito nel 1839, in pieno stile ottocentesco, come residenza per l'avvocato Filippo Teti per poi essere acquistato dalla famiglia Maffuccini. Il Palazzo ha acquistato importanza storica da quando, nel 1860, vi alloggiò Giuseppe Garibaldi e in questa sede il 2 novembre fu firmata la resa dei Borboni come commemorato da una lapide affissa all'esterno del palazzo.[16]
- Torre di Sant'Erasmo

### Altro

#### Ville, piazze e strade
- Villa Comunale, al cui centro si innalza il Monumento ai Garibaldini.
- Piazza Giuseppe Mazzini, una delle piazze più antiche della città. Si ritiene che nella zona da essa occupata si svolgesse, in epoca romana, il mercato dei profumi. È stata nel 1647 sede della protesta cittadina a seguito dei moti partenopei; è stata sede della fiera settimanale cittadina mentre nel ventunesimo secolo è spesso sede di eventi. Tratto caratteristico della piazza è la fontana con quattro statue di leoni, da qui il nome anche di "Piazzetta dei Leoni".
- Piazza Giovanni Bovio, su cui si affacciano il teatro Garibaldi e il liceo classico Cneo Nevio.
- Piazza Adriano, in passato piazza 1º ottobre 1860, da cui si accede all'anfiteatro campano.
- Piazza Giacomo Matteotti, da cui si accede alla basilica di Santa Maria Maggiore
- Piazza San Pietro
- Corso Giuseppe Garibaldi, che prende il nome dal teatro Garibaldi, che si affaccia su di esso. Spacca il centro storico cittadino a metà e collega, in modo rettilineo, la Villa Comunale a Piazza Giuseppe Mazzini.

#### Monumenti e sacrari
- Monumento ai Garibaldini
- Monumento al Milite Ignoto
- Monumento ai fratelli De Simone
- Monumento ai caduti della Prima Guerra Mondiale
- Monumento ai caduti della Seconda Guerra Mondiale in Villa Comunale
- Monumento ad Enrico Fardella (anche detto "Colonna Fardella")
- Sacrario caduti polacchi

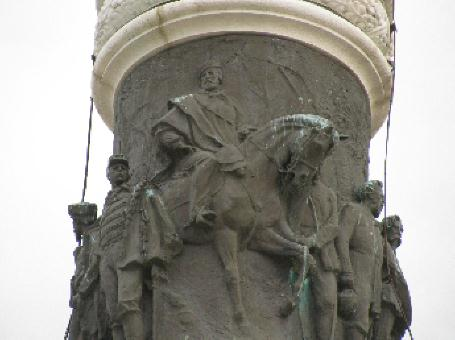
Altorilievo di Ettore Ximenes al centro della colonna del Monumento ai Garibaldini
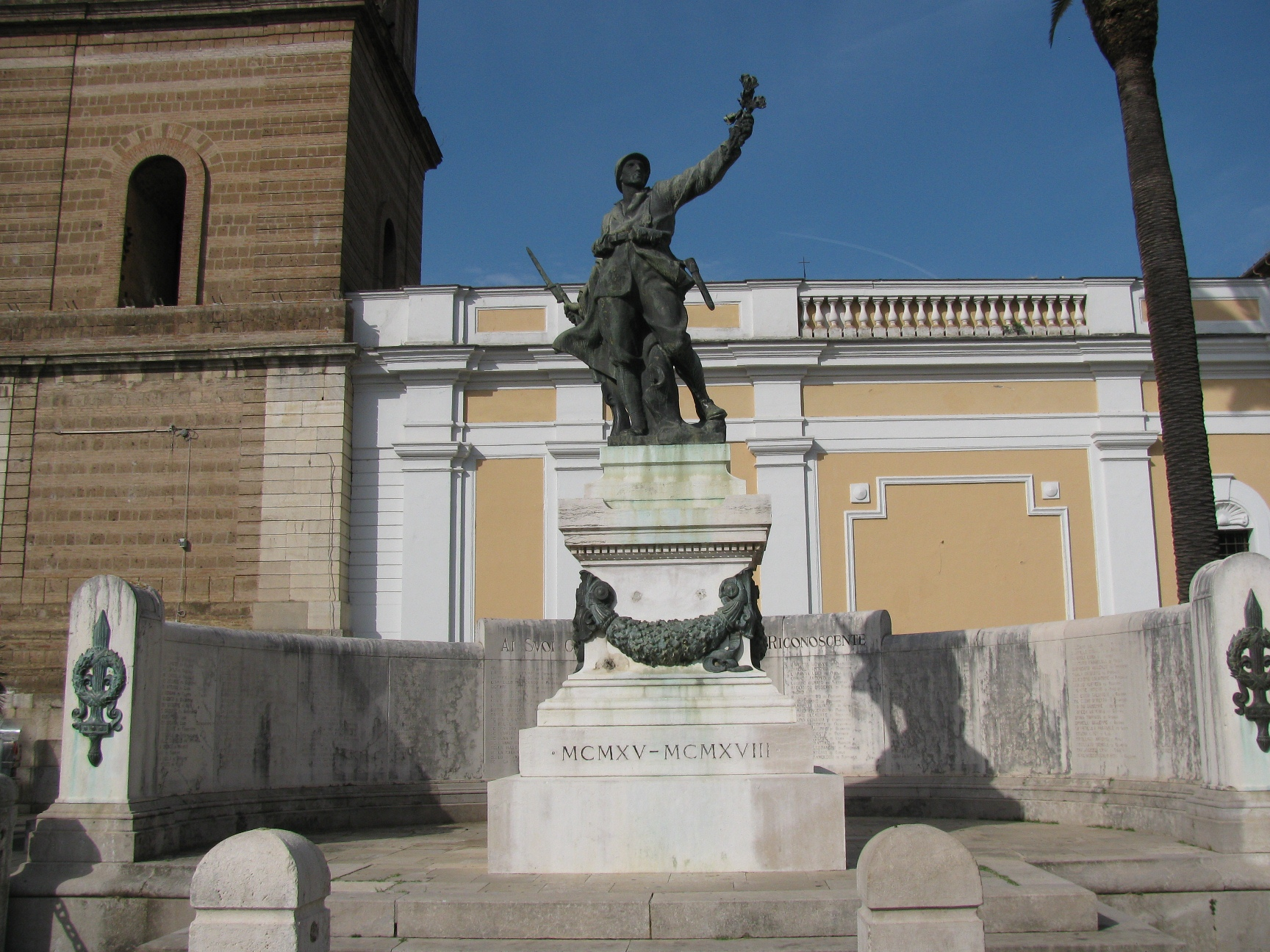
Monumento ai caduti della Prima Guerra Mondiale
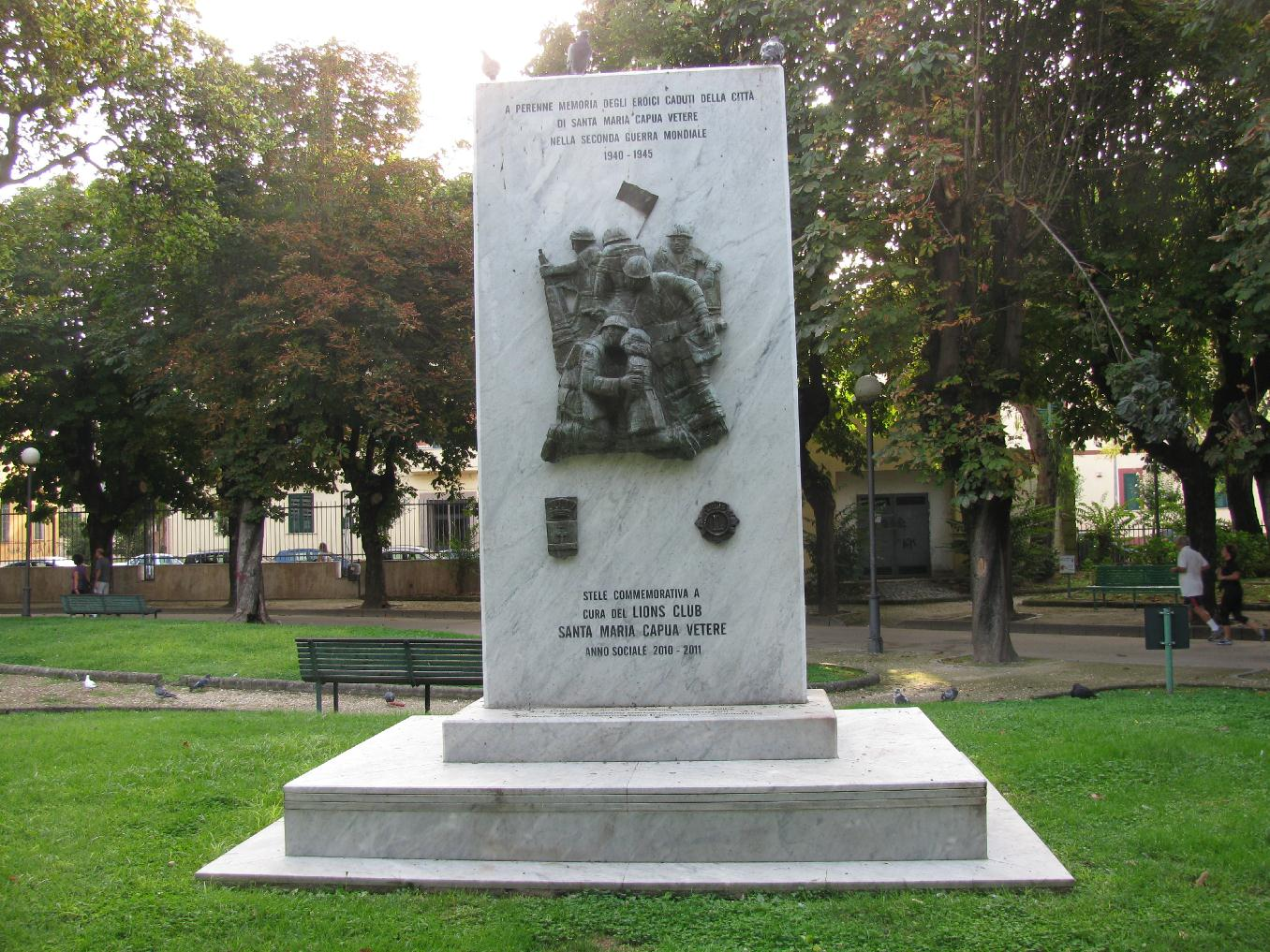
Monumento ai caduti della Seconda Guerra Mondiale
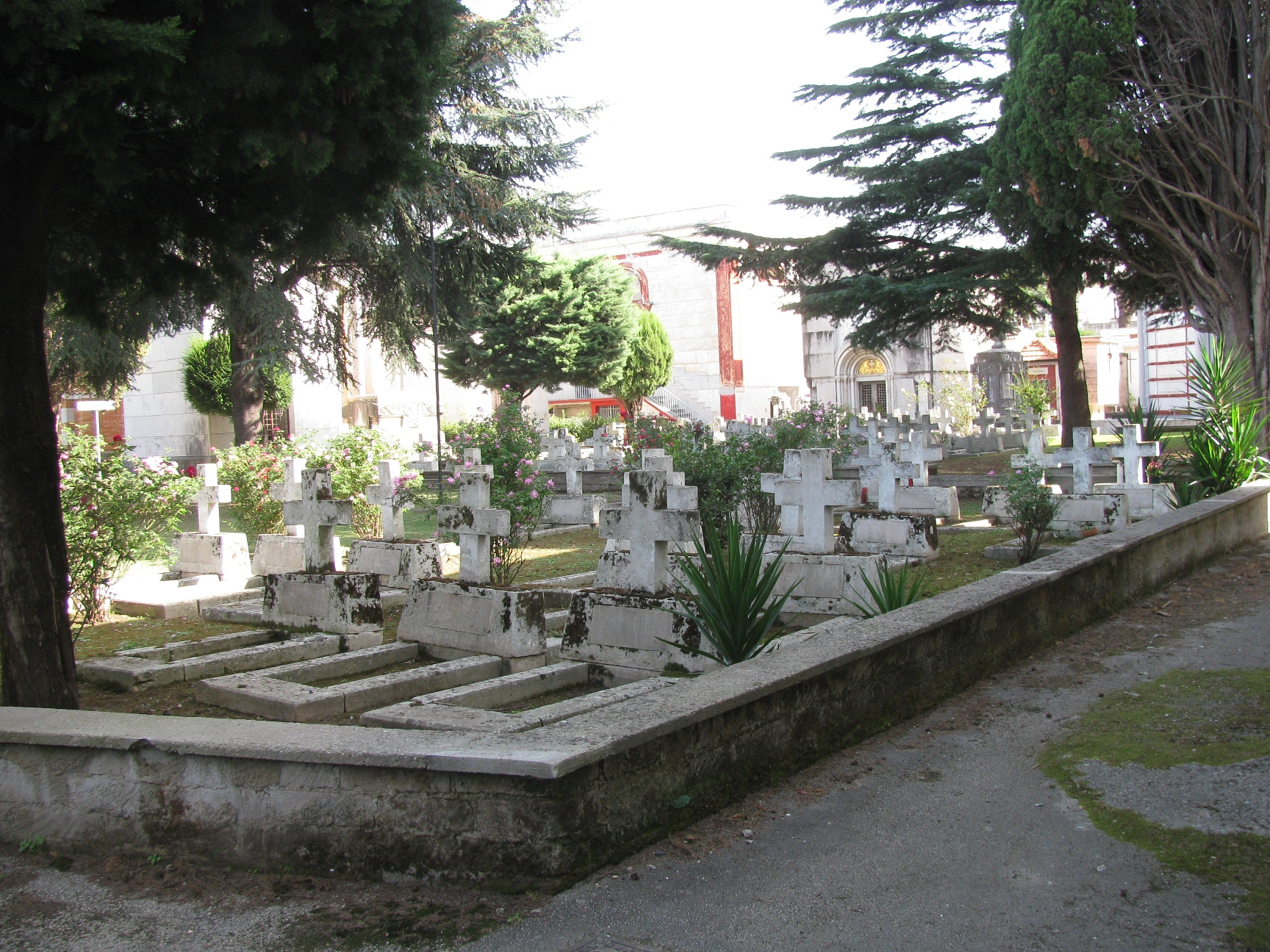
Sacrario Militi Polacchi caduti della Grande Guerra

### Siti archeologici
- Anfiteatro campano

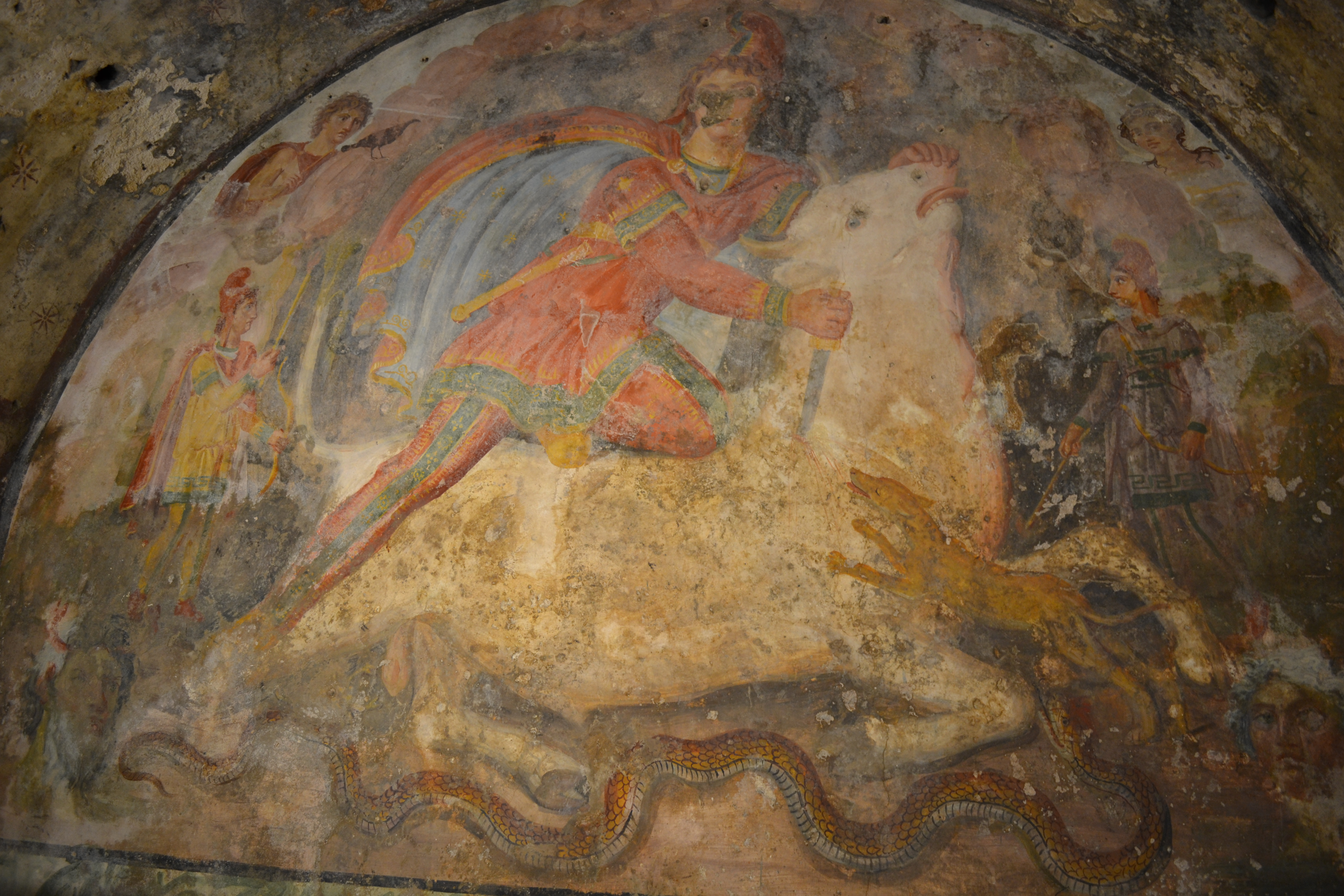
Tauroctonia affrescata nel mitreo sammaritano, II secolo d.C.

- Anfiteatro repubblicano, fu costruito prima dell'anfiteatro campano intorno al 130-120 a.C. Ha una struttura a pianta ellittica e gradinate sostenute da muri a forma di cunei in opera cementizia. È uno dei più antichi anfiteatri d'Italia e a questo luogo è legata la figura di Spartaco[17]
- Arco di Adriano
- Castellum Aquae, si tratta di resti un'installazione idrica risalente al I secolo d.C. formata da un bacino per la raccolta e la decantazione dell'acqua trasportata dall'acquedotto che discendeva dal monte Tifata.
- Criptoportico, un edificio con pianta a tre bracci del I secolo a.C. Limitava a Nord la piazza del Foro di Capua e sosteneva una terrazza artificiale sulla quale sorgeva probabilmente un tempio. È situato nell'ex Convento di San Francesco, nel ventunesimo secolo sede della Facoltà di Lettere e Filosofia.
- Domus Confuleius
- Domus di Via Degli Orti, scavata parzialmente tra il 1970 e il 1973, era una delle dimore della classe dirigente locale. Presenta sui due lati di un giardino rettangolare una sala da banchetto estiva pavimentata con lastre di marmo di fronte alla quale si trova una fontana monumentale. Sui lati corti la terma privata e uno dei lati del porticato. Essa risale al I secolo d.C.
- Fornace Etrusca, si tratta dei resti di una fornace per la produzione di materiale architettonico relativo alla copertura dei tetti. Essa risale al VI secolo a.C.
- Mitreo
- Officina dei Bronzi, scoperta nel 1992, installata sotto ambienti adibiti a deposito di botteghe, fu realizzata nel I secolo d.C. per realizzare piccoli oggetti di bronzo.

## Società

### Evoluzione demografica
Abitanti censiti

### Etnie e minoranze straniere
Secondo i dati ISTAT
Al 31 dicembre 2023 la popolazione straniera residente era di 2.014 persone, pari al 6,31% della popolazione.
Le nazionalità maggiormente rappresentate in base alla loro percentuale sul totale della popolazione residente erano:
- Ucraina: 527
- Romania: 253
- Albania: 235
- Polonia: 110

### Tradizione e folclore

#### Festa della Beata Vergine Maria Assunta
Ogni anno il Simulacro dell'Assunta, Patrona della Città di Santa Maria, è onorato con solenni festeggiamenti a partire dal 4 agosto, giorno in cui, dopo il tradizionale "bacio del piede" da parte dei fedeli, viene esposto sull'Altare maggiore del Duomo. Segue nei giorni successivi il Novenario, culminante nelle solenni celebrazioni del 14 e 15 agosto. La processione del 14 agosto, che si svolge consuetudinariamente attraverso la Via Mazzocchi e il rettangolo di Piazza Mazzini, ritorna poi in Piazza Matteotti, dove prima del solenne rientro in chiesa, si tiene il famoso spettacolo pirotecnico dell'"incendio del campanile". I festeggiamenti si concludono il 22 agosto, ottava dell'Assunzione, con la reposizione del simulacro nella propria cappella. I primi cenni storici alla "Festa dell'Assunta" risalgono al XV secolo come dimostrano le visite ufficiali dei sovrani d'Aragona a Santa Maria proprio in occasione di tale festività.

### Istituzioni ed enti
Santa Maria Capua Vetere è sede di uffici giudiziari dal 1808, anno in cui Giuseppe Bonaparte, re di Napoli, fissa in questa città la sede del Tribunale di prima istanza e del tribunale criminale da Capua; ospita gli uffici del Tribunale di Santa Maria Capua Vetere, del Giudice di Pace di Santa Maria Capua Vetere, della Procura della Repubblica e dell'Ufficio UNEP nella Cittadella Giudiziaria. Santa Maria è stata sede dell'Ospedale San Giuseppe Melorio, convertito in Covid Hospital durante la pandemia ed ora in attesa di essere riconvertito a presidio ospedaliero.
È stata per molti anni sede di una caserma militare sita in via Mario Fiore. Ospita il Penitenziario Militare dedicato al Tenente Ezio Andolfato ed è sede anche della Casa Circondariale "Francesco Uccella".

## Cultura e istruzione

### Biblioteche
Santa Maria Capua Vetere è sede di tre biblioteche:
- Biblioteca Comunale, sita presso l'ex Convento degli Alcantarini in via Angiulli.
- Biblioteca del Tribunale
- Biblioteca della Seconda Università degli Studi di Napoli

### Scuole
Santa Maria Capua Vetere è sede di quattro scuole dell'infanzia, di cinque scuole primarie, di quattro scuole medie, di cinque istituti comprensivi, un liceo classico, un liceo scientifico, un liceo linguistico, di un liceo artistico, un liceo della comunicazione, due istituti tecnici e un istituto professionale. Il liceo più antico della città è il liceo classico Cneo Nevio istituito nel 1865 ed accorpato al liceo scientifico Amaldi.

### Università
Nella città hanno sede due dei dipartimenti universitari dell'università degli Studi della Campania Luigi Vanvitelli:
- Lettere e beni culturali DiLBEC – ubicato dal 1992 al 2014 presso il monastero di San Francesco di Paola in seguito trasferito nell'aulario sito in via Raffaele Perla;
- Giurisprudenza – Ha sede nel centro storico, a Palazzo Melzi. Dal 2014 condivide lo stesso aulario del DiLBEC.

### Musei
- Museo archeologico dell'antica Capua
- Museo dei gladiatori
- Museo civico e archivio storico di Santa Maria Capua Vetere
- Museo delle carrozze
- Museo Parrocchiale del Duomo
- MACS - Museo dell'Arte Contemporanea, sito presso il Liceo Artistico Statale ISIS Righi-Nervi e ospita opere di varii autori contemporanei.
- MUTEG - Museo del Teatro Garibaldi, è una sezione distaccata del Museo civico.
- NEMUSS - Museo Scientifico Nevio, sito presso il Liceo classico Cneo Nevio e raccoglie varie strumentazioni scientifiche usate dagli alunni del liceo nel 800' e nel 900'.

### Arte
Negli ultimi anni, si è vista una diffusione di opere artistiche legate alla corrente dello street art. In particolare, a oggi sono presenti 5 murales realizzati da vari artisti con l'autorizzazione comunale:
- Murales "Antica Capua" presso piazzale Morelli raffigurante l'Afrodite di Capua, la stilizzazione dell'Anfiteatro campano e i simboli legali al culto mitraico;
- Murales "Maradona" presso la fermata di Anfiteatro della ferrovia Alifana;
- Murales "Gladiator" presso lo stadio Piccirillo;
- Murales "No alla guerra" presso il Rione IACP realizzato in occasione del conflitto russo-ucraino;
- Murales "Sant'Andrea" presso la omonima chiesa nel Rione Sant'Andrea.

Nell'ottica di incentivare tale forma d'arte e di riqualificazione delle aree cittadine, inoltre, il comune ha avviato lavori di riqualificazione di Piazza Malatesta che ospiterà vari murales dedicati a scene e/o personaggi iconici tratti dalla letteratura italiana.

### Eventi

#### Anfiteatro d'Oro
Nato come Luglio Canoro 63, era una manifestazione canora svoltasi tra il 1963 e il 1969. Nel 1964 assunse la denominazione "Anfiteatro d'Oro" ed ebbe come sede il Teatro Garibaldi.

#### Certamen Latinum Capuanum
Il Certamen Latinum Capuanum è una competizione nazionale sulla lingua latina alla quale possono partecipare gli studenti di tutta Italia che frequentano gli ultimi due anni delle scuole superiori che prevedono lo studio della lingua latina.

## Infrastrutture e trasporti

### Strade
Il comune è attraversato dalla strada statale 7 Via Appia. Il 15 dicembre 2008 è stato inoltre inaugurato il nuovo casello autostradale di Santa Maria Capua Vetere sulla autostrada A1, i cui lavori iniziarono nel 2005, che consente poi di immettersi sulla strada statale 700 della Reggia di Caserta.

### Ferrovie
La città è attualmente collegata tramite la stazione omonima alla linea ferroviaria Roma-Napoli via Cassino e tramite la stazione omonima e la fermata di Anfiteatro alla ferrovia Alifana.
L'Alifana, in passato, serviva Santa Maria Capua Vetere anche con la stazione di Santa Maria Città-San Pietro e con la vecchia fermata di Anfiteatro, dal 1913 alla seconda guerra mondiale; e con la stazione di Sant'Andrea dei Lagni, situata nell'omonima frazione, dal 1913 fino al 1976, anno della dismissione della vecchia linea Alifana bassa.
Inoltre, è in progetto il prolungamento della linea Napoli-Giugliano-Aversa fino a Santa Maria Capua Vetere, dove una nuova stazione dovrebbe affiancare quella esistente.

## Amministrazione

### Gemellaggi
- Maratona (Attica)
- Murcia

## Sport
Le principali società sportive cittadine sono:
- A.S.D. Gladiator 1924: squadra di calcio cittadina che ha militato in Serie C[31]
- A.C. Juve Sammaritana fondata nel 1948 che ha militato nel campionato di Eccellenza
- A.S.D. Andreolana che ha militato in Terza Categoria
- A.S.D. Volturno Sporting Club: squadra di pallanuoto cittadina la cui squadra femminile ha militato in serie B mentre la squadra maschile è stata in serie A1, giungendo anche alle finali scudetto nella stagione 1993-1994[32]
- Rugby Clan Santa Maria Capua Vetere: squadra di rugby cittadina fondata nel 1993 principalmente attiva nel settore del vivaio giovanile[33]
- A.S.D. Mithraeum 2018: squadra di calcio cittadina che ha militato in Seconda Categoria[34]
- A.S.D. Capua Vetere 2019: squadra di calcio cittadina che ha militato in Terza Categoria